# Graham Thurgood
Graham Thurgood (ur. 1946) – amerykański językoznawca, specjalista w zakresie języków Azji Południowo-Wschodniej, akwizycji i dydaktyki językowej oraz tonogenezy i spółgłosek geminowanych. W obszarze języków Azji Południowo-Wschodniej zajmuje się przede wszystkim zjawiskiem kontaktu językowego oraz historią języków chińsko-tybetańskich, dajskich i czamskich.
Doktoryzował się na Uniwersytecie Kalifornijskim w Berkeley, na podstawie rozprawy The Origins of Burmese Creaky Tone (1976).
W 2021 r. został członkiem Linguistic Society of America.

## Wybrana twórczość
- From ancient Cham to modern dialects: two thousand years of language contact and change, Honolulu: University of Hawaiʻi Press, 1999 (Oceanic linguistics special publication 28), ISBN 0-585-31345-8, ISBN 0-8248-2131-9, OCLC 45729707, JSTOR: i20006768. Brak numerów stron w książce
- The aberrancy of the Jiamao dialect of Hlai: speculation on its origins and history, [w:] Martha S. Ratliff, Eric Schiller (red.), Papers from the First Annual Meeting of the Southeast Asian Linguistics Society, 1991, Tempe: Southeast Asian Studies Publication Program, Arizona State University, 1992, s. 417–433, ISBN 1-881044-03-3, OCLC 27759433.